# アレクセイ・コノネンコ
アレクセイ・コノネンコ（1969年 - ）はロシア人空道家。国際空道連盟大道塾東北支部 所属。身長175cm体重70kg。幼少より柔道・サンボを学び、19歳で大道塾空道（当時は格闘空手）を学ぶため来日。以後、大学で研究を続けながら稽古を重ね、体力別制覇通算10度という偉業を成した。その立ち振る舞いから「青い目のサムライ」の異名を持つ。

## 来歴
- 1996年 - 北斗旗全日本空道体力別選手権軽重量級 優勝
- 1997年 - 北斗旗全日本空道体力別選手権軽重量級 優勝
- 1998年 - 北斗旗全日本空道体力別選手権軽重量級 優勝
- 1998年 - 北斗旗全日本空道無差別選手権 優勝
- 2001年 - 第一回空道世界選手権大会 軽重量級 準優勝
- 2004年 - 北斗旗全日本空道体力別選手権軽重量級 優勝
- 2005年 - 第三回空道世界選手権大会 -250クラス準優勝
- 2007年 - 北斗旗全日本空道体力別選手権軽重量級 優勝
- 2008年 - 北斗旗全日本空道体力別選手権(春)軽重量級 優勝
- 2008年 - 北斗旗全日本空道体力別選手権(秋)軽重量級 優勝
- 2009年 - 北斗旗全日本空道体力別選手権軽重量級 優勝
- 2012年 - 北斗旗全日本空道体力別選手権軽重量級 優勝